# リフレクション (ディズニーの曲)
「リフレクション」（Reflection）は、1998年のアニメーション映画『ムーラン』のために、マシュー・ワイルダーとデイヴィッド・ジッペルによって書かれた楽曲。劇中ではレア・サロンガによって歌唱された。

## クリスティーナ・アギレラのバージョン
クリスティーナ・アギレラによって歌われたバージョンは映画の主題歌としてエンディングに流れた他、この曲が彼女にとってのデビュー・シングルとなった。2020年には実写版のために、新曲「ロイヤル・ブレイブ・トゥルー」とともに本曲も再レコーディングされた。

### 収録曲
1. リフレクション (クリスティーナ・アギレラ)
2. リフレクション (レア・サロンガ)